# Kovács Attila (jégkorongozó)
Kovács Attila (Budapest, 1996. március 22. –) magyar korosztályos válogatott jégkorongozó. Édesapja Kovács Csaba, testvére Kovács Csaba volt válogatott jégkorongozók.

## Sportpályafutása
2002 óta volt igazolt jégkorongozó, a magyar U18-as válogatottban hátvédként szerepelt. Később az Egyesült Államokban, Connecticutban élt, az ottani Avon Old Farms középiskolába járt, és az iskola jégkorongcsapatában játszott. Magyarországi klubja a MAC Budapest Jégkorong Akadémia jégkorong-egyesület volt. A 2012/13-as szezonban a kanadai Athol Murray College of Notre Dame-ben fogja folytatta pályafutását. Magyarországra visszatérve a MAC utánpótlásában játszott. 2016-ban bemutatkozott a felnőtt csapatban. 2016-tól az UTE játékosa lett, ahol 2021-ig szerepelt. 2021 nyarán bejelentette a visszavonulását és az UTE Jégkorong Akadémia sportigazgatója lett.

## Ifjúsági olimpiai részvétele
Gasparics Fannival együtt kitűnően szerepelt a finnországi Vierumäkiben, 2011 júliusában rendezett kvalifikációs viadalon. Tizennegyedikként jutott ki az ötkarikás játékokra.
Az innsbrucki téli ifjúsági olimpián ezüstérmet nyert a jégkorong újonnan bevezetett egyéni számában, a skills challenge-ben. Az olimpiára való felkészülését Fekti Bálint, az UTE utánpótlásrészlegének vezetője felügyelte.